# William Dacre (2e baron Dacre)
Pour les articles homonymes, voir William Dacre.
William Dacre, 2e baron Dacre (vers 1319 – 1361) était un pair anglais. 
William est le fils aîné de Ralph Dacre, 1er baron Dacre, et de Margaret Multon. Ralph commande les forces anglaises lors de la bataille de Dornock en 1333.
En 1339, William hérite des terres de son père. Le 25 novembre 1350, il est convoqué au Parlement. Il détient les terres de Skelmersdale, Whiston et Speke, toutes incluses dans le Lancashire. Ses domaines s'agrandissent à la mort de sa mère en 1361.
En août 1355, il vient soutenir Thomas Grey, connétable du château de Norham, assiégé par les Écossais. Ils sont tous deux capturés lors de la bataille de Nesbit Moor.
En 1361, William meurt. Étant resté célibataire, ce sont ses frères Ralph et Hugh qui héritent de ses terres.